# Société mathématique de Moscou
La Société mathématique de Moscou (en russe : Московское математическое общество, MMO) est une société savante de mathématiciens située à Moscou fondée en 1864.

## Histoire
La Société mathématique de Moscou est créée en septembre 1864 par le mathématicien Nikolai Brashman (en), membre de l'Académie des sciences de Russie et, depuis 1834, professeur de Mathématiques Appliquées à l'université Lomonossov, venant d'être fondée et dont il est son premier Président. Il travaille avec August Davidov (en) (1823-1885), également professeur à l'université d'État Lomonossov de Moscou et successeur de Braschman à la présidence de la Société. Les membres fondateurs de la Société sont, outre Pafnouti Tchebychev qui a étudié avec Braschman à Moscou, tous originaires de Moscou ; la Société est ensuite devenue la promotrice des mathématiques dans toute la Russie, et accueille même des membres en dehors de Moscou et à l'étranger.

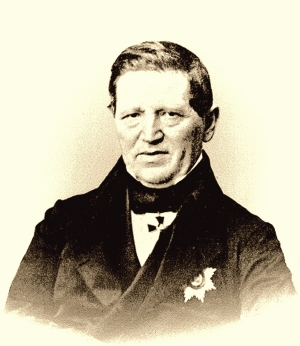
Nikolái Brashman (1796-1866), premier président de la Société (1864-1866).

La Société est à travers les Années d'Or des Mathématiques à Moscou dans les années 1920 et 1930, marquée par son rôle dans les débuts de l'analyse réelle et la théorie de la mesure portés par l'école de Dmitri Egorov et Nikolaï Louzine, avec notamment Andreï Kolmogorov élève de Lusin, et celle de la topologie avec Pavel Aleksandrov et ses élèves dont Lev Pontriaguine, également devenue très influente.
Un autre Âge d'Or a commencé en 1953 avec les mathématiciens qui, après la Seconde Guerre mondiale, ont travaillé à la Faculté de mécanique et de mathématiques (Mech-Mat) de l'université Lomonossov. Le développement de l'école est dû, entre autres, à Igor Chafarevitch, qui développe la géométrie algébrique et la théorie des nombres, ainsi qu'au séminaire d'Israel Gelfand, formant un large spectre mathématique. À partir des années 1960, les élèves de Kolmogorov  Vladimir Arnold, ainsi que Yuri Manin et Sergueï Novikov ont exercé une grande influence.
Un déclin a commencé quand, à la fin des années 1960 une pression officielle a commencé à se faire sentir, conduisant, entre autres, à ce qu'aucun des étudiants juifs en doctorat au Mech-Mat ne soit admis, et aucun des universitaires juifs nommés au Steklov-Institut. Une raison en est le rôle massif des mathématiciens, Mech-Mat en tête, dans les premiers mouvements de contestation dans les années 1960.
Elle est membre institutionnel de la Société mathématique européenne (EMS).

## Publications
En 1866, a commencé la parution de sa Revue Matematicheskiĭ Sbornik, dont la publication est interrompue entre 1919 et 1924. Les Transactions of the Moscow Mathematical Society paraissent traduites en anglais par l'American Mathematical Society.

## Prix
La Société mathématique de Moscou attribue un prix pour les jeunes mathématiciens, décerné par exemple à Vladimir Arnold (1958), Sergueï Novikov (1964), Alexandre Varchenko (1973), Viktor Vassiliev (1985), Ilya Piatetski-Shapiro, Eugene Dynkin (1951), Alexandre Beilinson.

## Présidents
- Nikolai Braschman (1864-1866)
- August Juljewitsch Davydov (1866-1885)
- Vassili Iakovlevitch Zinger (1886-1891)
- Nikolaï Vassilievitch Bugajew (1891-1903)
- Pavel Alekseïevitch Nekrassov (1903-1905)
- Nikolaï Joukovski (1905-1921)
- Boleslaw Kornelijewitsch Mlodsijewski (1921-1923)
- Dmitri Egorov (1923-1930)
- Ernst Kolman (1930-1932)
- Pavel Aleksandrov (1932-1964)
- Andreï Kolmogorov (1964-1966)
- Israel Gelfand (1966-1970)
- Igor Chafarevitch (1970-1973)
- Andreï Kolmogorov (1973-1985)
- Sergueï Novikov (1985-1996)
- Vladimir Arnold (1996-2010)
- Viktor Vassiliev (à partir de 2010)